# Parc et site historique d'État de Seminole Canyon
Le parc et site historique d'État de Seminole Canyon (en anglais : Seminole Canyon State Park and Historic Site) est une aire protégée américaine située dans le comté de Val Verde, au Texas. Il a été créé en 1980 pour protéger des pétroglyphes précolombiens dont une série se trouve dans l'abri sous roche appelé Fate Bell Shelter, une propriété contributrice aux districts historiques dits Seminole Canyon District depuis 1971 et Lower Pecos Canyonlands Archeological District depuis 2021.